# جان ویلیام بون
جان ویلیام بون (انگلیسی: John William Boone؛ زاده ۱۷ آوریل ۱۸۶۴ درگذشته ۴ اکتبر ۱۹۲۷) یک موسیقی‌دان بود.